# FSV Oggersheim
FSV Oggersheim is een Duitse voetbalclub uit de stad Ludwigshafen am Rhein, gelegen in de deelstaat Rijnland-Palts.

## Geschiedenis
De vereniging werd in 1913 als VfR 1913 in het nabij Ludwigshafen gelegen gemeenschap Oggersheim opgericht. In 1937 fuseerde de club met SC Eintracht Oggersheim, de in 1924 uit de hoofdvereniging uitgetreden voetbaltak van de Vereinigten Turnerschaft Oggersheim, tot een nieuwe vereniging met de naam SpVgg Oggersheim. Reeds na één jaar werd SpVgg met de overige plaatselijke sportverenigingen samengevoegd tot Gemeinschaft für Leibesübungen Oggersheim.
Na het eind van de Tweede Wereldoorlog in 1945 werden alle bestaande sportclubs verplicht ontbonden. Nog in hetzelfde jaar werd echter een nieuwe club opgericht onder de naam ASV Oggersheim. In 1949 trad de voetbalvereniging echter uit en ging verder onder de huidige naam.
In 2006/07 werd de club kampioen van de Oberliga Südwest en promoveerde zo naar de Regionalliga Süd, het derde niveau in Duitsland. Eén jaar later werd de 3. Bundesliga ingevoerd waardoor de Regionalliga de vierde klasse werd. Door financiële problemen moest de club zijn plaats in de Regionalliga opgeven en naar de Oberliga gaan, maar omdat ze zich daarvoor te laat aangemeld hadden moest de club nog een divisie lager gaan. In juli 2009 ging de club failliet en trok zijn herenelftallen terug uit de competitie. De omvangrijke jeugdafdeling bleef wel bestaan.
In 2011 begon de club opnieuw in de laagste klasse, de elfde klasse. In het eerste seizoen dwong de club al promotie af naar de Kreisliga B. In het seizoen 2013/2014 nam de club deel aan promotiewedstrijden voor de Kreisliga A, maar die gingen verloren. Het seizoen 2014/2015 verliep dramatisch en slechts door afmeldingen van 2 clubs voor deelname aan het volgend seizoen kan de club weer uitkomen in de Kreisliga B.